# Walter Schachner
Walter Schachner (1 de febrero de 1957 en Leoben, Austria) es un exfutbolista y entrenador austriaco, se desempeñaba como segundo delantero.

## Biografía

### Jugador
Schachner destacó por ser un jugador extremadamente viajero, jugó en 16 clubes europeos, algunos de ellos el Sturm Graz, Grazer AK, Torino FC, Red Bull Salzburgo, AC Cesena o US Avellino.
En total disputó 411 partidos en toda su carrera como jugador de club y marcó en total 187 goles.

### Entrenador
Su carrera como mánager empezó en 1999, entrenando a un equipo de la cuarta división austriaca llamado FC Zeltweg, en el 2000 fichó por el modesto FC Kärnten, tras dos temporadas en este club, entrenó durante un breve período de tiempo al Austria Viena, ese mismo año 2002, fichó por el club que más tiempo entrenó en toda su carrera, el Grazer AK, hasta el 2006. La temporada 2006-07 entrenó al 1860 Munich. En 2007 durante un breve tiempo entrenó de nuevo al FC Kärnten, entre 2008 y 2010 entrenó al VfB Admira Wacker, actualmente entrena al LASK Linz.

## Trayectoria

### Jugador
| Club               | País    | Año         |
| ------------------ | ------- | ----------- |
| Alpine Donawitz    | Austria | 1975 - 1978 |
| Austria Viena      | Austria | 1978 - 1983 |
| AC Cesena          | Italia  | 1981 - 1983 |
| Torino FC          | Italia  | 1983 - 1986 |
| AC Pisa            | Italia  | 1986        |
| US Avellino        | Italia  | 1986 - 1988 |
| SK Sturm Graz      | Austria | 1988 - 1990 |
| Red Bull Salzburgo | Austria | 1990        |
| Grazer AK          | Austria | 1991        |
| VSE St. Pölten     | Austria | 1991        |
| SR Donaufeld       | Austria | 1991        |
| Alpine Donawitz    | Austria | 1992        |
| DSV Leoben         | Austria | 1992 - 1993 |
| SK Sturm Graz      | Austria | 1993 - 1994 |
| DSV Leoben         | Austria | 1994 - 1996 |
| FC Tirol Innsbruck | Austria | 1996 - 1997 |
| FC Kottingbrunn    | Austria | 1997        |
| Eintracht Wels     | Austria | 1998        |

## Curiosidades
- Su apodo de Schoko, deriva del chocolate que al parecer le gustaba mucho cuando niño.
- Como jugador, jugó en hasta 16 equipos a lo largo de su carrera como futbolista.
- En el partido disputado en el Estadio de El Molinón, durante la celebración de la Copa del Mundo de 1982, Schachner se negó a respetar el amaño entre Austria y Alemania que clasificaba a ambos y eliminaba a Argelia, recibiendo advertencias de otros futbolistas por correr demasiado, llegando incluso a no pasarle la pelota sus propios compañeros.

- Datos: Q686910
- Multimedia: Walter Schachner / Q686910